# Karol Ziemski
Karol Jan Ziemski ps. "Вахновски" (27 de maio de 1895 - 17 de janeiro de 1974) foi um brigadeiro-general do Exército Polonês. Participante da Guerra polaco-soviética de 1920, e participou da guerra de 1939. A partir de 1940, na clandestinidade, foi um dos principais oficiais de Comando do Armia Krajowa. Foi um dos vice-comandantes de Varsóvia, que participou da Revolta de Varsóvia, como comandante do Grupo "Norte", onde atuou protegendo a Cidade Velha.

## Biografia
Karol Jan Ziemski nasceu no dia 27 de maio de 1895 em Nasutowie, na então província de Lublin. A partir de setembro de 1906, estudou em uma Escola Privada em Lublin, onde se formou em junho de 1914. Em maio de 1915, foi convocado para o exército russo e, em seguida, enviado para a escola de oficiais em Kiev. Depois, já como militar, participou em diversas batalhas na frente da Ucrânia e na da Romênia. Em janeiro de 1918 se juntou as tropas do general José Dowbora-Мушницкого.
Após sair do exército, em junho de 1918 voltou para a Polônia e se matriculou na Faculdade de Engenharia Civil de Varsóvia. No entanto, já em novembro de 1918, interrompeu os estudos e se ofereceu como voluntário para o novo Exército Polonês. Participou da guerra polaco-soviética, durante o qual, de 3 de junho de 1920, foi ferido em uma batalha de Duniłowiczami.
3 de maio de 1922, foi promovido ao posto de capitão no 36º do regimento de infantaria da Legião Acadêmica. Já em 22 de julho de 1922, foi aprovado ao cargo de comandante interino do batalhão  36 º regimento de infantaria e em 31 de março de 1924, foi promovido a major no corpo de oficiais de infantaria. Em 1938 fora designado ao comando do 36 º regimento de infantaria, em Varsóvia.
Durante a invasão alemã a polônia em 1939, nas ações de vanguarda do 36 ° regimento de infantaria, foi condecorado com a ordem de "Ordem Virtuti Militari" pela participação na defesa da fortaleza de Modlin, durante o qual foi ferido. Após a rendição da Fortaleza de Modlin esteve internado no hospital em acampamento para prisioneiros de guerra, onde foi tratado como um deficiente de guerra. Quando retornou a Varsóvia, foi admitido para trabalhar no departamento financeiro da cidade. Simultaneamente se envolveu em atividades da resistência clandestina, desde fevereiro de 1940, onde exerceu a função de comandante de uma unidade militar da Armia Krajowa.
Durante a Revolta de Varsóvia, foi o comandante do Grupo "Norte" das forças rebeldes, onde travou batalhas na Cidade Velha, onde ficou isolado do resto da Cidade até o fim dos combates. Depois de a revolta ter sido esmagada, foi enviado a uma variedade de campos de prisioneiros de guerra, e a partir de abril de 1945 foi internado no campo de concentração de Neuengamme (KL). Após a liberação do campo por parte das tropas aliadas em maio de 1945, foi nomeado chefe da Missão Polonesa Conjuntivo na Zona Britânica na Alemanha. Em junho de 1947, após a desmobilização estabeleceu-se em Londres onde trabalhou em associações de veteranos. A partir de 1963, foi membro do Conselho Nacional da Polônia no Exílio.
Karol Jan Ziemski morreu no dia 17 de janeiro de 1974, em Londres.